# Beaumais
Beaumais est une commune française, située dans le département du Calvados en région Normandie, peuplée de 167 habitants.

## Géographie
La commune est dans la campagne de Falaise. Son bourg est à 9,5 km à l'est de Falaise, à 10 km au nord-ouest de Trun, à 16 km au sud de Saint-Pierre-sur-Dives et à 21 km au nord d'Argentan.
| Morteaux-Coulibœuf | Morteaux-Coulibœuf | Morteaux-Coulibœuf, Norrey-en-Auge                        |
| Fresné-la-Mère     | Beaumais           | Norrey-en-Auge, Les Moutiers-en-Auge(sur quelques mètres) |
| Pertheville-Ners   | Crocy              | Crocy                                                     |

### Hydrographie
La commune est située dans le bassin Seine-Normandie. Elle est drainée par la Dives, le Trainefeuille, la Gronde, la Filaine, le ruisseau des Monceaux, le fossé 05 du Manoir, le Bief et divers autres petits cours d'eau,.
La Dives, d'une longueur de 105 km, prend sa source dans la commune de Gouffern en Auge et se jette  dans la baie de Seine en limite de Cabourg et de Dives-sur-Mer, après avoir traversé 34 communes. Les caractéristiques hydrologiques de la Dives sont données par la station hydrologique située sur la commune. Le débit moyen mensuel est de 1,59 m3/s. Le débit moyen journalier maximum est de 23 m3/s, atteint lors de la crue du 25 mars 2001. Le débit instantané maximal est quant à lui de 31,7 m3/s, atteint le même jour.

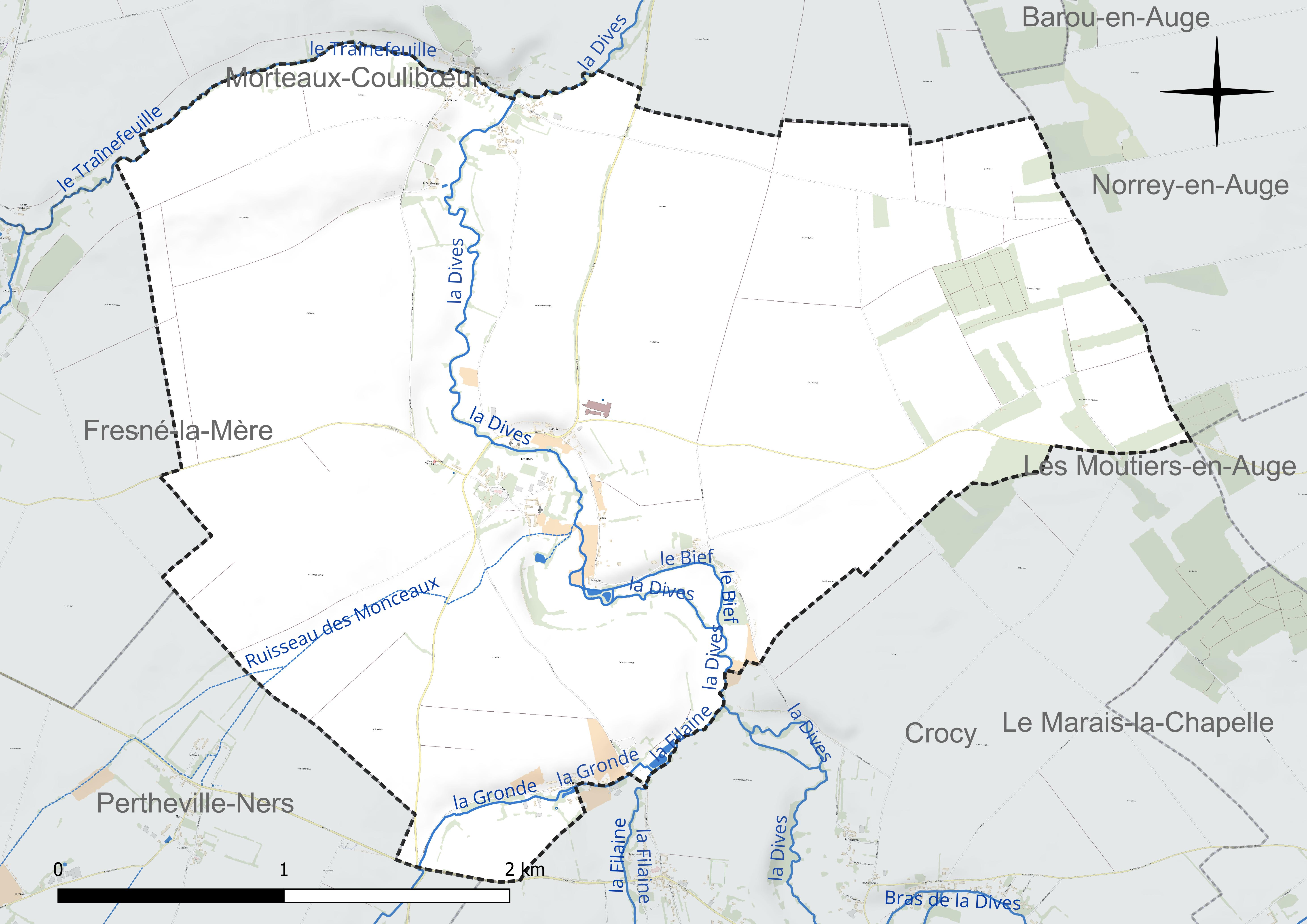
Réseau hydrographique de Beaumais.

Le Trainefeuille, d'une longueur de 14 km, prend sa source dans la commune de Saint-Pierre-du-Bû et se jette  dans la Dives sur la commune, après avoir traversé sept communes. 

### Climat
Pour des articles plus généraux, voir Climat de la Normandie et Climat du Calvados.
En 2010, le climat de la commune est de type climat océanique altéré, selon une étude du CNRS s'appuyant sur une série de données couvrant la période 1971-2000. En 2020, Météo-France publie une typologie des climats de la France métropolitaine dans laquelle la commune est exposée à un climat océanique et est dans la région climatique  Normandie (Cotentin, Orne), caractérisée par une pluviométrie relativement élevée (850 mm/a) et un été frais (15,5 °C) et venté. Parallèlement le GIEC normand, un groupe régional d'experts sur le climat, différencie quant à lui, dans une étude de 2020, trois grands types de climats pour la région Normandie, nuancés à une échelle plus fine par les facteurs géographiques locaux. La commune est, selon ce zonage, exposée à un « climat des plateaux abrités », correspondant à la plaine agricole de Caen à Falaise, sous le vent des collines de Normandie et proche de la mer, se caractérisant par une pluviométrie et des contraintes thermiques modérées.
Pour la période 1971-2000, la température annuelle moyenne est de 10,6 °C, avec  une amplitude thermique annuelle de 12,6 °C. Le cumul annuel moyen de précipitations est de 675 mm, avec 11,3 jours de précipitations en janvier et 7,3 jours en juillet. Pour la période 1991-2020, la température moyenne annuelle observée sur la station météorologique la plus proche, située sur la commune de Damblainville à 4 km à vol d'oiseau, est de 11,6 °C et le cumul annuel moyen de précipitations est de 716,8 mm,. Pour l'avenir, les paramètres climatiques de la commune estimés pour 2050 selon différents scénarios d'émission de gaz à effet de serre sont consultables sur un site dédié publié par Météo-France en novembre 2022.

## Urbanisme

### Typologie
Au 1er janvier 2024, Beaumais est catégorisée commune rurale à habitat très dispersé, selon la nouvelle grille communale de densité à 7 niveaux définie par l'Insee en 2022.
Elle est située hors unité urbaine et hors attraction des villes,.

### Occupation des sols
L'occupation des sols de la commune, telle qu'elle ressort de la base de données européenne d'occupation biophysique des sols Corine Land Cover (CLC), est marquée par l'importance des territoires agricoles (96,2 % en 2018), une proportion identique à celle de 1990 (96,2 %). La répartition détaillée en 2018 est la suivante : 
terres arables (82,8 %), prairies (11 %), forêts (3,8 %), zones agricoles hétérogènes (2,4 %). L'évolution de l'occupation des sols de la commune et de ses infrastructures peut être observée sur les différentes représentations cartographiques du territoire : la carte de Cassini (XVIIIe siècle), la carte d'état-major (1820-1866) et les cartes ou photos aériennes de l'IGN pour la période actuelle (1950 à aujourd'hui).

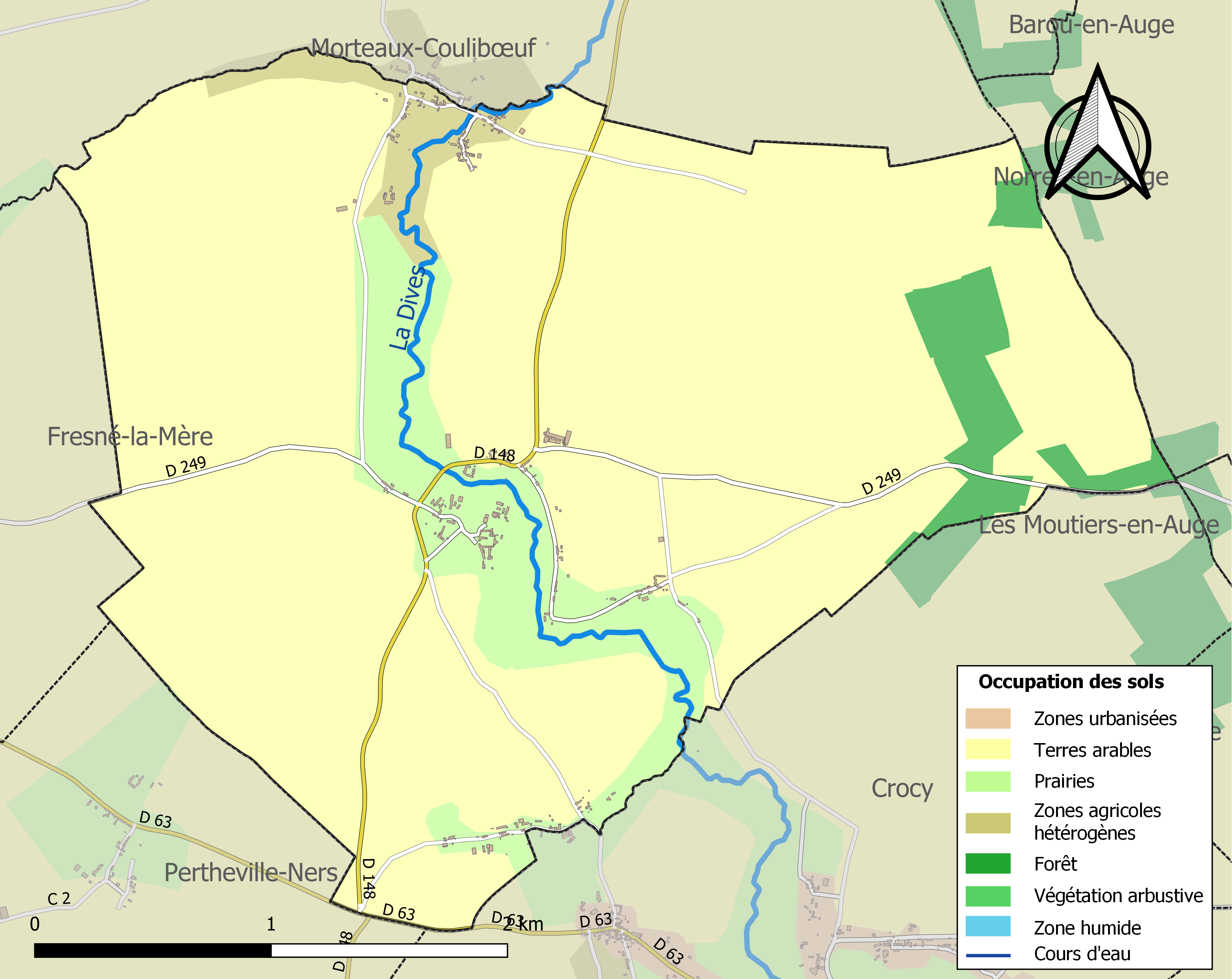
Carte des infrastructures et de l'occupation des sols de la commune en 2018 (CLC).

## Toponymie
Le toponyme est attesté sous la forme Belmeis en 1050.
Le français beau, déjà utilisé au Moyen Âge, a la valeur de son sens actuel. La substantif més, issu du latin mansus, désignait une maison ou une exploitation rurale,.

## Politique et administration
| Période                                  | Période   | Identité         | Étiquette | Qualité                     |
| ---------------------------------------- | --------- | ---------------- | --------- | --------------------------- |
| ?                                        | juin 1995 | Robert Malas     | DVD       |                             |
| juin 1995                                | mars 2014 | Colette Hunou    | SE        | Directrice d'école          |
| mars 2014                                | mai 2020  | Thierry Mevel    | SE        | Agent technique territorial |
| mai 2020                                 | En cours  | Françoise Lorion | SE        | Retraitée                   |
| Les données manquantes sont à compléter. |           |                  |           |                             |

Le conseil municipal est composé de onze membres dont le maire et deux adjoints.

## Démographie
L'évolution du nombre d'habitants est connue à travers les recensements de la population effectués dans la commune depuis 1793. Pour les communes de moins de 10 000 habitants, une enquête de recensement portant sur toute la population est réalisée tous les cinq ans, les populations de référence des années intermédiaires étant quant à elles estimées par interpolation ou extrapolation. Pour la commune, le premier recensement exhaustif entrant dans le cadre du nouveau dispositif a été réalisé en 2005.
En 2022, la commune comptait 167 habitants, en évolution de −8,74 % par rapport à 2016 (Calvados : +1,58 %, France hors Mayotte : +2,11 %).
Beaumais a compté jusqu'à 755 habitants en 1806.
| 1793 | 1800 | 1806 | 1821 | 1831 | 1836 | 1841 | 1846 | 1851 |
| ---- | ---- | ---- | ---- | ---- | ---- | ---- | ---- | ---- |
| 688  | 669  | 755  | 727  | 682  | 688  | 671  | 618  | 597  |

| 1856 | 1861 | 1866 | 1872 | 1876 | 1881 | 1886 | 1891 | 1896 |
| ---- | ---- | ---- | ---- | ---- | ---- | ---- | ---- | ---- |
| 562  | 542  | 497  | 473  | 454  | 417  | 412  | 393  | 403  |

| 1901 | 1906 | 1911 | 1921 | 1926 | 1931 | 1936 | 1946 | 1954 |
| ---- | ---- | ---- | ---- | ---- | ---- | ---- | ---- | ---- |
| 356  | 324  | 286  | 267  | 249  | 259  | 253  | 238  | 245  |

| 1962 | 1968 | 1975 | 1982 | 1990 | 1999 | 2005 | 2006 | 2010 |
| ---- | ---- | ---- | ---- | ---- | ---- | ---- | ---- | ---- |
| 218  | 217  | 205  | 169  | 157  | 164  | 185  | 187  | 174  |

| 2015 | 2020 | 2022 | - | - | - | - | - | - |
| ---- | ---- | ---- | - | - | - | - | - | - |
| 178  | 167  | 167  | - | - | - | - | - | - |

## Lieux et monuments

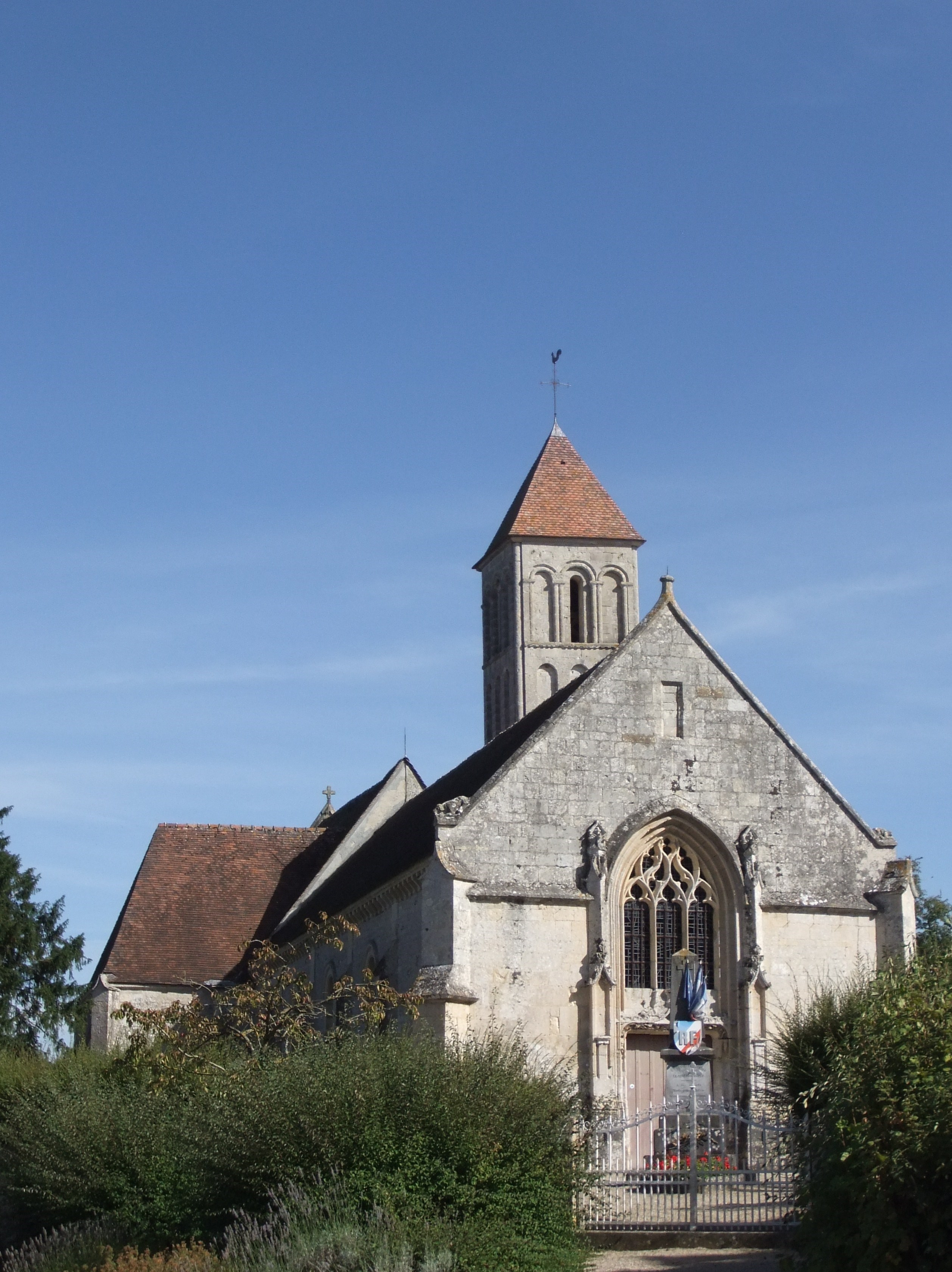
L'église de la Nativité-Notre-Dame.

- Église de la Nativité-Notre-Dame du XIe siècle, classée Monument historique[34].
- Château du XVIe siècle, inscrit MH[35].
- Manoir des Croix du XVIe siècle, colombier.